# Matěj Havelka (herec)
Matěj Havelka (* 27. května 2005 Nymburk) je český herec a dabér. Byl jedním z protagonistů seriálu #martyisdead, který získal v roce 2020 mezinárodní cenu Emmy.

## Dabing
Dabingu se věnuje už od dětství. Daboval například hlavní postavu Josky ve filmu Nabarvené ptáče, nebo také Krtka v seriálu Krtek a Panda. Za dabing byl několikrát nominován na Cenu Františka Filipovského.

## Herectví
Zahrál si například v televizních seriálech Temný kraj, Modrý kód, Rodinné vztahy, Skvrna, nebo v roce 2016 v seriálu Dětská dopravní policie. V roce 2019 hrál jednu z hlavních rolí v seriálu #martyisdead. Ten byl oceněn jako první český seriál mezinárodní cenou Emmy.

## Soukromý život
Studuje na Pražské konzervatoři, kde se seznámil se současnou přítelkyní, slovenskou youtuberkou a zpěvačkou  Klárou Miščíkovou (Klarisou).